# خداوند نیوزیلند را محافظت نماید
خداوند نیوزیلند را محافظت نماید (انگلیسی: God Defend New Zealand) یکی از دو سرود ملی نیوزلند است که سرود دیگر «خدا نگهدار پادشاه باد» است. از نظر قانونی، این دو وضعیت برابری دارند، اما «خداوند نیوزیلند را محافظت نماید» بیشتر استفاده می‌شود. این سرود که در ابتدا به عنوان یک شعر نوشته شده بود، به عنوان بخشی از مسابقه در سال ۱۸۷۶ به موسیقی درآمد. با گذشت سال‌ها محبوبیت آن افزایش یافت و در نهایت در سال ۱۹۷۷ به عنوان دومین سرود ملی نامگذاری شد. اشعار آن انگلیسی و مائوری با معانی کمی متفاوت است. از اواخر دهه ۱۹۹۰، رویه معمول زمانی که در ملاء عام اجرا می‌شود این است که اولین بیت از سرود ملی را دو بار، ابتدا به زبان مائوری و سپس به زبان انگلیسی اجرا می‌کنند.